# Staatsregierung Renner I
Die Staatsregierung Renner I (31. Oktober 1918 – 15. März 1919) wurde vom Staatsrat genannten Vollzugsausschuss der Provisorischen Nationalversammlung für Deutschösterreich ernannt.
Die Nationalversammlung hatte am 30. Oktober 1918 zuvor ihre drei gleichberechtigten  Präsidenten – Franz Dinghofer (mit 157 von 163 abgegebenen Stimmen), Johann Hauser und Karl Seitz (beide mit allen 163 abgegebenen Stimmen) – gewählt bzw. im Amt bestätigt sowie die weiteren 20 Staatsratsmitglieder gewählt. Die Angelobung der Staatsregierung fand am 31. Oktober 1918 statt. Da der Staatsrat erstmals eine Staatsregierung  ernannte und diese ohne Einbindung von Kaiser Karl I. entstand, begann die republikanische Geschichte Österreichs praktisch mit diesem Tag. In den Tagen darauf übernahmen die Staatssekretäre die deutschösterreichischen Agenden des Ministeriums Lammasch, der letzten kaiserlichen Regierung, die von Karl I. formal am 11. November 1918, dem Tag seines Regierungsverzichts, enthoben wurde. Am folgenden Tag bezog der Staatskanzler den Sitz des bisherigen k.k. Ministerratspräsidiums, das Palais Modena in der Wiener Herrengasse.
In der Regierung waren die drei politischen Lager, Sozialdemokraten, Christlichsoziale und Großdeutsche, vertreten. Ihre Angelobung fand am 31. Oktober 1918 durch Karl Seitz und Franz Dinghofer im Budgetsaal des Abgeordnetenhauses im Reichsratsgebäude statt.  Präsident Dinghofer berichtete der Provisorischen Nationalversammlung am 12. November 1918 über die Ernennung der Regierung. Er tat dies zu Beginn ihrer ersten Plenarsitzung im bisherigen k.k. Reichsratsgebäude.
Grundlage für die Ernennung der Staatsregierung war der am 30. Oktober 1918 von der Provisorischen Nationalversammlung gefasste Beschluss über die grundlegenden Einrichtungen der Staatsgewalt.
In der Staatsregierung Renner I führte jeweils ein Vertreter des dreiköpfigen Staatsratspräsidiums bei den Kabinettssitzungen den Vorsitz. Die drei Präsidenten Seitz, Hauser und Dinghofer wechselten einander wöchentlich ab, je einer führte im Haus (= Prov. Nationalversammlung), im Rat (= Staatsrat) und im Kabinett (= Staatsregierung) den Vorsitz; der Staatskanzler (Leiter der Kanzlei) war formell ihr Hilfsorgan.
Die Staatsregierung Renner I demissionierte nach der von ihr vorbereiteten Wahl zur Konstituierenden Nationalversammlung, die am 16. Februar 1919 stattfand, am 3. März 1919, wurde aber vom Staatsrat beauftragt, die Geschäfte bis zur Wahl der nachfolgenden Regierung weiterzuführen. Die Staatsregierung Renner II wurde vom neuen Parlament am 15. März 1919 gewählt. Mit diesem Tag wurden der Staatsrat und das Staatsratspräsidium abgeschafft.

## Besetzung
| Staatssekretär (für)                     | Amtsinhaber                                                       | Partei    | Unterstaatssekretär                                                                                |
| ---------------------------------------- | ----------------------------------------------------------------- | --------- | -------------------------------------------------------------------------------------------------- |
| Leiter der Staatskanzlei, Staatskanzler  | Karl Renner                                                       | SDAP      | |
| Äußeres                                  | Viktor Adler, † 11. November 1918 Otto Bauer ab 21. November 1918 | SDAP      | Otto Bauer bis 21. November 1918; Leopold Waber (GDVP), und Egon Pflügl (CSP), ab 5. November 1918 |
| Heerwesen                                | Josef Mayer                                                       | DnP       | Julius Deutsch (SDAP)                                                                              |
| Inneres                                  | Heinrich Mataja                                                   | CSP       | |
| Justiz                                   | Julius Roller                                                     | DnP       | |
| Finanzen                                 | Otto Steinwender                                                  | DnP       | |
| Land- und Forstwirtschaft                | Josef Stöckler                                                    | CSP       | |
| Handel und Gewerbe, Industrie und Bauten | Karl Urban                                                        | CSP       | |
| Öffentliche Arbeiten                     | Johann Zerdik                                                     | CSP       | |
| Verkehrswesen                            | Karl Jukel                                                        | CSP       | |
| Volksernährung                           | Johann Löwenfeld-Ruß                                              | parteilos | |
| Soziale Fürsorge                         | Ferdinand Hanusch                                                 | SDAP      | Josef Resch (CSP)                                                                                  |
| Volksgesundheit                          | Ignaz Kaup                                                        |           | |
| Unterricht                               | Raphael Pacher                                                    | GDVP      | |